# Agelena annulipedella
Agelena annulipedella là một loài nhện trong họ Agelenidae.
Loài này thuộc chi Agelena. Agelena annulipedella được Embrik Strand miêu tả năm 1913.